# Gudavac
Gudavac (szerbül: Гудавац) falu Bosznia-Hercegovinában, a Bosznia-hercegovinai Föderáció Una-Szanai kantonjában, Bosanska Krupa községben.

## Fekvése
Bosznia-Hercegovina északnyugati részén, Bihácstól légvonalban 24, közúton 32 km-re keletre, Bosanska Krupa központjától légvonalban 6, közúton 8 km-re délre fekvő dombos, erdős területen fekszik. A település a Gudavačka-medencében és annak karsztfennsíkján található. A felette levő barlangból tavasszal, hóolvadáskor és hosszan tartó esőzéskor intenzíven ömlik a víz, mely kitölti a medencét. A víz itt víznyelőkbe süllyed, majd a Krušnica-forrásban bukkan fel újra. Van egy kisebb medence Krušnički Vrelo felett, a Krupa – Sanski Most – Petrovac út alatt is. Ebben található Kabljagići település. A falut a Krušnica, a Kamenica, a Drljačina vrelo és a Topić vrelo forrásai látják el vízzel. Maguk a házak a lejtők mentén és a medence feletti karsztfennsík szélén, házcsoportokban állnak. A település alapvetően két részből áll: Gudavac és Kabljagići.

## Népessége
| Nemzetiségi csoport | Népesség 1991 | Népesség 2013 |
| ------------------- | ------------- | ------------- |
| Szerb               | 268           | 11            |
| Bosnyák             | 0             | 1             |
| Horvát              | 0             | 1             |
| Jugoszláv           | 0             | 0             |
| Egyéb               | 4             | 1             |
| Összesen            | 272           | 14            |

## Története
A régészeti leletek tanúsága szerint Gudavac területén már a bronzkortól fogva laktak emberek. A Podgradina lelőhely egy őskori erődítmény maradványait takarja, melyenk kőfalai ma is megtalálhatók.
Gudavac falu a vízről, pontosabban annak áramlásáról kapta a nevét, ami itt „gurgulázik” (gudi). Kabljagići település egy muszlim családról kapta a nevét, amely az 1875-ös törökellenes felkeléskor Krupába települt át. Badnjuša településrész egy szpáhiról kapta a nevét, aki első tulajdonosa volt. A török kormányzás idején itt vezetett a Bihácsból Jajcába és Szarajevóba menő út. A Topića Strana és Šipragina Dolina helynevek szintén itt élt, azóta eltűnt családokra emlékeztetnek.

## Nevezetességei
A Gudavac - Podgradina lelőhely egy történelem előtti erődítmény maradványait takarja. A lelőhely a Grmeč-hegység egy viszonylag rövid, de széles lejtőjén található. A masszív kőfalak egy 150 x 100 meteres nagyságú, szabálytalan négyszög alaprajzú területet zárnak körül. A várban kultúrréteg nem őrződött meg. A vár korát a szakemberek a késő bronzkorra és a vaskorra keltezik.